# Universiteit voor Verdediging Brno
De Universiteit voor Verdediging (Tsjechisch: Univerzita obrany) is een militaire hogeschool in de Tsjechische stad Brno. De instelling is onderverdeeld in drie faculteiten, waarvan één in Hradec Králové gevestigd is, en drie instituten, waarvan één in Vyškov gevestigd is. De school ontstond in het jaar 2004 na het samenvoegen van drie oudere militaire hogescholen.

## Faculteiten en instituten
- Faculteit voor militaire technologieën (Brno)
- Faculteit voor economie en management (Brno)
- Faculteit voor militaire gezondheidszorg (Hradec Králové)

- Instituut voor tactische opleidingen (Brno)
- Instituut voor strategische wetenschappen (Brno)
- Instituut voor bescherming tegen massavernietigingswapens (Vyškov)